# Anton Milenin
Anton Michailovič Milenin (Mosca, 7 aprile 1969) è un attore teatrale e regista teatrale russo. Dalla seconda metà degli anni Novanta lavora come docente e regista teatrale in Italia e in Russia.

## Biografia
Inizia la formazione artistica presso la Scuola del Teatro d'Arte di Mosca (MChAT) con Alexander Kalyagin e Alla Pokrovskaja. Dopo tre anni di frequenza, cambia bruscamente l'ambito artistico e si diploma per due volte presso il (GITIS), Accademia Russa di Arti Teatrali: nel 1991 come attore nel corso di Boris Morozov e Iosif Rajchel'hauz, e nel 1997 come regista sotto la docenza di Vassilij Ivanic Skorik.
Debutta come attore nel 1990 presso il Teatro d'Arte di Mosca (MChAT), lavorando con Innokenty Smoktunovsky, Stanislav Lyubshin e Victor Mirošničenko. Nel 1995 viene selezionato per il Festival lituano di Daugavpils ricevendo il primo premio per la
regia di Jacques il fatalista di Diderot. Nel 1996 firma, durante la direzione di Sergej Isaiev del Gitis, la regia de Il giardino dei ciliegi e de Le tre sorelle di Anton Čechov. Nel 1997 è in Europa nel progetto Il giocatore di Dostoevskij presso il centro creativo AKT-ZENT  diretto da Jurij Alschitz a Berlino.
Nel 1998 partecipa all'École des Maîtres con Matthias Langhoff e firma la regia dello spettacolo "La pièce del cuore" da Heiner Müller che si accompagna alla reazione positiva della critica (La Repubblica).
In collaborazione con la compagnia di Giorgio Barberio Corsetti realizza nel biennio 2000/2001 Fattore K e il Progetto Cechov, importante punto di svolta per gli attori coinvolti nel progetto. Firma in questa occasione la regia degli spettacoli Zio Vanja e Il gabbiano presso il Teatro Argentina di Roma, in cui il personaggio di Kostja Treplev era interpretato da un giovane Filippo Timi. È tra gli ospiti dei festival VolterraTeatro dove allestisce I Giocatori di Gogol'.
Nella primavera del 2001 è chiamato ad insegnare presso la Scuola d'arte drammatica Paolo Grassi di Milano, dove allestisce lo spettacolo di diploma Romeo e Giulietta di William Shakespeare.
Nel 2002 dirige una prima fase di studi su Nella solitudine dei campi di cotone di Bernard-Marie Koltès, i cui risultati vengono presentati al Santarcangelo dei Teatri - Festival Internazionale del Teatro in Piazza. Lo studio sull'opera di Koltès prosegue con l'allestimento nel 2004 di Roberto Zucco presso il Teatro Rialto Santambrogio, il Metateatro - Casa delle Culture di Roma, il Theatre Dromesco di Rennes e il Festival Piccoli Fuochi di Buti. Nel 2005 vince il primo premio al Festival della Giovane Drammaturgia Russa di Tarusa con la regia di Il serpente blu della drammaturga K. Tcakhova.
Nel 2008 torna in patria e tiene presso la Scuola d'Arti Drammatiche di Anatoly Vasiliev un laboratorio sui film di Andrej Tarkovskij: Stalker e Nostalghia. Nello stesso anno fonda a Mosca il Teatro di Kostja Treplev, la cui sede è attualmente nella città di Napoli.

## Attività registica
- Jacques il fatalista di Denis Diderot (1995)
- L'uccellino azzurro di Maurice Maeterlinck (1995)
- Tre sorelle di Anton Čechov (1996)
- Il giardino dei ciliegi di Anton Čechov (1996)
- La piece del cuore di Heiner Müller (1998)
- Il Libro di Giobbe, tratto dal testo biblico (1999)
- Zio Vanja di Anton Čechov (2000)
- I Giocatori di Nikolaj Vasil'evič Gogol' (2000)
- Il gabbiano di Anton Čechov (2001)
- Nella solitudine dei campi di cotone di Bernard-Marie Koltès (2002)
- Senza Teatro non si può sulle opere di Aleksandr Nikolaevič Ostrovskij: La Foresta, Colpevoli senza Colpa, Talenti e Amiratori (2003)
- Roberto Zucco di Bernard-Marie Koltès (2004)
- Il Serpente Blu di E. Tkaciova (2007)
- Nervi, Nervi sulle opere di Aleksandr Nikolaevič Ostrovskij: La Foresta, Colpevoli senza Colpa (2007)
- Vassilij Ivanic, dedicato al guerriero e al maestro" sul poema di Alexander Tvardovskij Vasilij Terkin (Il libro del guerriero) (2009)

## Attività da insegnante
- GITIS, Russia, Mosca, professore nella classe di V. Skorik (1996-1998)
- Scuola d'arte drammatica Paolo Grassi, Italia, Milano (2001)
- Università degli Studi Roma Tre, Italia, Roma (2004):

seminari su Alcibiade di Platone e Roberto Zucco di Bernard-Marie Koltès
- Teatro Igor Dromesco, Francia, Renn (2004):

seminario per gli attori su Roberto Zucco
- Scuola d'arte Drammatica, Italia, Roma (2005):

seminario e ciclo di prove aperte sui testi Don Giovanni di Molière e Simposio di Platone
- Centro di drammaturgia Teatro Totale Italia, Roma, (2005/2006):

seminario per attori professionisti sui testi: Delitto e Castigo di Dostoevskij e Così parlò Zarathustra di Friedrich Nietzsche.
I risultati sono stati presentati al Festiva di Buti, maggio 2006
- La Sapienza - Università di Roma, Accademia nazionale d'arte drammatica Silvio D'Amico, Caffè letterario, Teatro di Buti Italia, Roma, (2006/2007):

ciclo di conferenze e seminari su Stanislavskij e Mejerchol'd: Le due ali del Gabbiano con la partecipazione di Nikolaj Skorik (regista del Mhkat)
- Teatro d'Europa-Scuola d'Arti Drammatiche di Anatoly Vasiliev Russia, Mosca (2008):

laboratorio sui film di Andrej Tarkovskij: Stalker e Nostalghia
- Italia, Roma, Napoli, Torino, Livorno, Modena (2010):

ciclo di seminari per la realizzazione del progetto "Re Amleto", sui testi Amleto di Shakespeare, Ivanov e Il gabbiano di Čechov, Il re muore di Ionesco, Roberto Zucco di Bernard-Marie Koltès.